# سالگرد ازدواج
سالگرد ازدواج یا سالگرد عروسی، به جشن یا مراسمی گفته می‌شود که در سالگرد تاریخ ازدواج صورت می گیرد.
نام‌های سنتی مختلفی برای سالگرد ازدواج به کار می‌رود، مانند: «سالگرد طلایی ازدواج» برای اشاره به پنجاهمین سالگرد ازدواج، «سالگرد نقره‌ای ازدواج» برای بیست و پنجمین سال و «سالگرد الماس ازدواج» برای شصتمین سال ازدواج. اولین سالگرد ازدواج با نام «سالگرد کاغذی» شناخته می‌شود.

## تاریخچه و ریشه
ریشه‌های تاریخی جشن سالگرد ازدواج به امپراتوری روم مقدس بر می‌گردد که شوهران همسران خود را بیست و پنجمین سالگرد ازدواج با تاج گل نقره و در پنجاهمین سال با تاج گل طلا تاج گذاری می‌کردند و هدایای دیگری هم برای آنها تدارک می‌دیدند.

## جشن و هدایای سالگرد ازدواج
نام برخی سالگردهای ازدواج نشانه هدیه‌ای است که برای آن مناسبت داده می‌شود. مثلا «سالگرد طلایی ازدواج» وقتی است که هدیه‌ای از جنس طلا از سوی همسران به هم داده می‌شود. برخی از اصطلاحات مرتبط با سال ازدواج از این قرار است: سال پنجم با نام سالگرد چوبی، سال دهم قلع، سال پانزدهم کریستال، سال بیستم چینی، سال بیست و پنجم نقره، سال سی ام مروارید، سال چهلم یاقوت، سال پنجاهم طلا، سال شستم الماس و سال هفتادم پلاتین.

### فهرست هدایای سالگرد ازدواج
لیست هدیه سالگرد عروسی با کشور دیگر متفاوت است. فهرست هدایای سنتی و مدرن ایالات متحده توسط کتابداران در کتابخانه عمومی شیکاگو به شرح زیر تهیه شد.
| سالگرد     | هدایای مدرن سالگرد ازدواج بنابر کتابخانه عمومی شیکاگو |
| ---------- | ----------------------------------------------------- |
| نخستین     | ساعت                                                  |
| دومین      | ظرف چینی                                              |
| سومین      | کریستال، شیشه                                         |
| چهارمین    | تجهیزات الکترونیکی                                    |
| پنجمین     | نقره جات                                              |
| ششم        | اشیای چوبی                                            |
| هفتم       | لوازم التحریر، قلم و خودکار                           |
| هشتم       | جواهرات مارک دار                                      |
| نهم        | کالاهای چرم                                           |
| دهم        | جواهر الماس نشان                                      |
| یازدهم     | Fashion jewelry, accessories                          |
| دوازدهم    | Pearls, colored gems                                  |
| سیزدهم     | Textiles, furs                                        |
| چهاردهم    | جواهرات طلا                                           |
| پانزدهم    | ساعت مچی                                              |
| شانزدهم    | Silver holloware                                      |
| هفدهمین    | Furniture                                             |
| هجدهمین    | Porcelain                                             |
| نوزدهمین   | Bronze                                                |
| بیستم      | Platinum                                              |
| بیست و یکم | Brass, Nickel                                         |
| 22nd       | Copper                                                |
| 23rd       | Silver plate                                          |
| 24th       | Musical instruments                                   |
| 25th       | Silver                                                |
| 30th       | Diamond                                               |
| 35th       | Jade                                                  |
| 40th       | Ruby                                                  |
| 45th       | Sapphire                                              |
| 50th       | Gold                                                  |
| 55th       | Emerald                                               |
| 60th       | Diamond                                               |
| 65th       | Blue sapphire                                         |
| 70th       | Platinum                                              |
| 75th       | Diamond, gold                                         |
| 80th       | Diamond, pearl                                        |
| 85th       | Diamond, Sapphire                                     |
| 90th       | Diamond, Emerald                                      |

| Year | آمریکا 1900–1940 | هدایای سنتی بریتانیا |
| ---- | ---------------- | -------------------- |
| 1st  | Paper            | Paper                |
| 2nd  | Cotton           | Cotton               |
| 3rd  | Leather          | Leather              |
| 4th  | Linen, silk      | Fruit and flowers    |
| 5th  | Wood             | Wood                 |
| 6th  | Iron             | Sugar                |
| 7th  | Wool, copper     | Woollen              |
| 8th  | Bronze           | Salt                 |
| 9th  | Pottery          | Copper               |
| 10th | Tin, Aluminum    | Tin                  |
| 11th | Steel            |                      |
| 12th | Silk             | Silk and fine linen  |
| 13th | Lace             |                      |
| 14th | Flowers          |                      |
| 15th | Crystal          | Crystal              |
| 20th | China            | China                |
| 24th | Opal             |                      |
| 25th | Silver           | Silver               |
| 30th | Pearl            | Pearl                |
| 35th | Coral, jade      | Coral                |
| 40th | Ruby             | Ruby                 |
| 45th | Sapphire         |                      |
| 50th | Gold             | Gold                 |
| 55th | Emerald          |                      |
| 60th | Diamond (yellow) | Diamond              |
| 65th | Blue sapphire    |                      |
| 70th | Platinum         |                      |
| 75th | Diamond, gold    |                      |
| 80th | Oak              |                      |
| 85th | Moonstone        | Wine                 |
| 90th | Granite          |                      |

## هدیه گل برای سالگرد ازدواج
| سال | گل               |
| --- | ---------------- |
| ۱   | میخک             |
| ۲   | زنبق دره         |
| ۳   | آفتابگردان       |
| ۴   | ادریسی           |
| ۵   | دیزی             |
| ۶   | Calla            |
| ۷   | فریزیا           |
| ۸   | یاس بنفش         |
| ۹   | پرنده بهشت       |
| ۱۰  | نرگس             |
| ۱۱  | لاله             |
| ۱۲  | گل صد تومانی     |
| ۱۳  | گل داودی         |
| ۱۴  | گل کوکب          |
| ۱۵  | رز               |
| ۱۹  | Sweetpea         |
| ۲۰  | Aster            |
| ۲۵  | جنس زنبق و سوسن  |
| ۲۸  | رنگ ارغوانی روشن |
| ۳۰  | لیلی             |
| ۴۰  | سوسن اصفر        |
| ۵۰  | رز زردبا بنفش    |

## جواهرات و سنگهای قیمتی برای هدیه سالگرد ازدواج
برای دوستداران طلا و جواهر، فهرست سنگهای قیمتی و طلا و جواهر برای هر سال توسط انجمن آمریکایی سنگ گوهرشناسی تهیه شده است.
| سال | سنگ‌های قیمتی              |
| --- | ------------------------- |
| ۱   | مروارید                   |
| ۲   | گارنت                     |
| ۳   | سنگ قمر                   |
| ۴   | توپاز آبی                 |
| ۵   | رز کوارتز                 |
| ۶   | یاقوت                     |
| ۷   | عقیق                      |
| ۸   | کهربای اصل                |
| ۹   | سنگ لاجورد                |
| ۱۰  | کریستال یا سبز کهربای اصل |
| ۱۱  | فیروزه                    |
| ۱۲  | جید                       |
| ۱۳  | زرد                       |
| ۱۴  | عقیق                      |
| ۱۵  | Rhodolite                 |
| ۲۰  | زمرد                      |
| ۲۵  | Tsavorite                 |
| ۳۰  | مروارید                   |
| ۴۰  | یاقوت                     |
| ۵۰  | طلا                       |
| ۶۰  | الماس                     |
| ۶۵  | یاقوت کبود                |